# Нарушения прав человека в ходе гражданской войны в Сирии
Правозащитники и авторитетные международные организации обвиняют в массовых нарушениях прав человека в ходе гражданской войны в Сирии сирийское руководство, армию и спецслужбы. В связи с этим указывается, что Сирия ратифицировала и обязана соблюдать международные соглашения, применимые к событиям гражданской войны:
- Международный пакт о гражданских и политических правах,
- Международный пакт об экономических, социальных и культурных правах,
- Конвенция о правах ребёнка и
- Конвенция против пыток и других жестоких, бесчеловечных или унижающих достоинство видов обращения и наказания[1].

Имеются также многочисленные свидетельства нарушений прав человека со стороны антиправительственных формирований.
В адрес многонациональной коалиции под руководством ВС США выдвигаются обвинения в чрезмерном применении силы и нанесении неизбирательных авиаударов по жилым кварталам сирийских населённых пунктов.

## Обвинения в отношении правительственных сил

### Предыстория
Как указывается в докладе Верховного комиссара ООН по правам человека (сентябрь 2011 года), с 1963 года в Сирии действовало чрезвычайное законодательство, а ситуация в стране характеризовалась грубыми нарушениями прав человека. Сирийские граждане подвергались насильственным исчезновениям и внесудебным расправам, произвольным арестам и незаконным задержаниям, длительному содержанию под стражей без суда, несправедливым судебным разбирательствам в чрезвычайных и военных трибуналах, пыткам и жестокому обращению, зачастую заканчивавшимся смертью заключённых. Систематически нарушались права на свободу выражения мнений, ассоциаций и собраний. Сирийские спецслужбы известны своей жестокостью, действуют фактически бесконтрольно, а их сотрудники пользуются иммунитетом от судебного преследования по закону.
Приход Башара Асада к власти после смерти его отца не привёл к расширению политических свобод и гражданских прав. Репрессии против политических активистов и правозащитников возобновились, обещанные реформы не были проведены в жизнь.

### Подавление протестов
Практически с самого начала гражданских протестов в Сирии сирийские власти и силовые органы обвинялись в чрезмерном применении насилия и нарушениях прав человека при подавлении акций антиправительственной оппозиции.
В июне 2011 года правозащитная организация Human Rights Watch выпустила доклад, основанный на информации, полученной от очевидцев подавления восстания в Даръа. Эти события практически не освещались независимыми СМИ из-за информационной блокады, наложенной сирийскими властями. В докладе содержалась информация о массовых задержаниях, убийствах, избиениях и пытках в отношении участников протестов. По данным местных активистов, только в провинции Даръа сирийскими спецслужбами было убито более 400 человек. Очевидцы предоставили свидетельства использования спецслужбами снайперов и применения огня на поражение против участников протестов и обычных граждан.
Согласно докладу, армия и спецслужбы отказывали раненым демонстрантам в получении медицинской помощи, не подпускали машины скорой помощи к раненым и даже открывали огонь по медицинскому персоналу и спасателям, пытавшимся вынести раненых. Спецслужбы взяли под свой контроль большинство больниц в Даръа и задерживали раненых, которых туда доставляли. Очевидцы из Даръа и близлежащих городов описывали широкомасштабные зачистки, проводимые спецслужбами, в ходе которых ежедневно задерживались сотни человек, а также целенаправленные аресты активистов и членов их семей. Задержанные, включая детей и подростков, содержались в ужасающих условиях, подвергались пыткам и сексуальному насилию. В докладе также приводились свидетельства о внесудебной казни задержанных.
Для подавления восстания в Даръа армия и спецслужбы блокировали город и провели широкомасштабную операцию по его зачистке. Жителям было запрещено покидать дома. Во время блокады население испытывало острую нехватку продовольствия, воды, медикаментов и предметов первой необходимости. Было отключено электроснабжение и все средства связи. Власти также установили информационную блокаду Даръа, не допуская в город независимых наблюдателей и уничтожая все потенциальные фото- и видеосвидетельства.
В ноябре того же года организация Human Rights Watch опубликовала доклад о нарушениях прав человека в ходе вооружённого конфликта между правительственными силами и протестующими в городе Хомс и его пригородах, где погибло до 600 мирных граждан. В докладе были представлены свидетельства очевидцев о применении правительственными силами против населения бронетехники, организации масштабных зачисток, массовых задержаний, пыток и жестокого обращения с задержанными, блокаде доставок медикаментов и продовольствия.

### Гражданская война
В 2012 году Верховный комиссар ООН по правам человека Нави Пиллэй обвинила сирийскую армию, спецслужбы и проправительственные полувоенные формирования «Шабиха» в беспорядочных обстрелах жилых районов, убийствах активистов оппозиции и применении пыток.
В частности, международная независимая следственная комиссия ООН заявила, что правительственные силы виновны в убийстве более 100 мирных жителей в городе Хула, произошедшем 25 мая 2012 года:4:1:10:20
Ряд нарушений прав человека со стороны сирийских правительственных сил квалифицируется как преступления против человечности:7:18–20:5 и военные преступления:10:1. Основную роль в репрессиях против активистов оппозиции играют сирийские спецслужбы:9:1, 35:
- Главное управление безопасности,
- Управление политической безопасности,
- Военная разведка Сирии,
- Воздушные разведывательные силы.

Согласно данным ООН и правозащитных организаций, сирийская армия и спецслужбы несут ответственность за незаконные убийства, пытки, массовые произвольные аресты, применение танков и боевых вертолётов в густонаселённых районах, беспорядочные обстрелы жилых районов, применение коллективных наказаний, похищения людей, масштабное и систематическое уничтожение и разграбление имущества, систематические отключения населённых пунктов от водо- и электроснабжения, а также поставок продовольствия, неоказание медицинской помощи, в том числе детям:4–6:2–4:30:10–20:11:20–4:10:22:31–2.
Как сообщало информационное агентство Reuters, в 2012 году сирийская армия применила артиллерию и авиацию против восставших суннитов — жителей пригородов столицы, поддержавших оппозицию. В ходе операции их дома сносились бульдозерами, сжигались и разрушались. Власти не допускали в район боевых действий представителей СМИ, затрудняя таким образом получение информации о происходящем. В начале 2014 года Human Rights Watch опубликовала отчёт о применении властями практики уничтожения жилых кварталов города Дамаск и Хама, население которых поддержало оппозицию. Целью этих действий, как утверждается, является запугивание и коллективное наказание гражданского населения за поддержку повстанцев. Здания уничтожались путём подрыва или сносились бульдозерами. Human Rights Watch квалифицирует массовое разрушение домов как военное преступление.
Благотворительная организация «Спасите детей» на основании интервью в лагерях сирийских беженцев в сентябре 2012 года выпустила доклад, содержащий свидетельства о задержаниях, пытках и казнях, которые, как утверждалось, совершали правительственные силы.
В октябре 2012 года организация Human Rights Watch обвинила сирийские ВВС в применении кассетных и зажигательных авиабомб против мирного населения.
В феврале 2013 года верховный комиссар ООН по правам человека Нави Пиллэй обвинила президента Сирии Башара Асада в совершении военных преступлений и призвала к вмешательству международного сообщества.
В 2013 году организация Human Rights Watch выпустила доклад, основанный на информации, полученной от выживших жертв и очевидцев массовых казней и расстрелов мирных жителей, произошедших 2-3 мая в городах Аль Байди и Банияс после того, как армия выбила из этих населённых пунктов вооружённые отряды оппозиции. Утверждается, что здесь правительственными войсками было убито по меньшей мере 248 человек.
4 апреля 2017 года в городе Хан-Шейхун было отмечено массовое поражение мирного населения химическими отравляющими веществами, в результате которого погибло до 90 человек. По мнению США, данный инцидент был преднамеренной химической атакой со стороны сирийских правительственных сил. В качестве ответной меры президент США Дональд Трамп отдал приказ о ракетном ударе по базе ВВС Сирии Эш-Шайрат.
В августе 2017 года член комиссии ООН по расследованию событий в Сирии Карла дель Понте заявила, что комиссией собрано достаточно доказательств для осуждения Башара Асада за военные преступления, но создание такого трибунала не представляется возможным из-за наличия у России права вето в Совете Безопасности ООН.

### Пытки и жестокое обращение с задержанными
В июле 2012 года Human Rights Watch обвинила сирийские спецслужбы в наличии многочисленных объектов, в которых содержатся не только дезертиры и активисты оппозиции, но и мирные граждане, в том числе женщины, несовершеннолетние и старики. Согласно полученным свидетельствам, сотрудники спецслужб и охранники применяют к задержанным широкий спектр пыток. Все опрошенные свидетели рассказывали о тяжёлых условиях содержания: крайней скученности, скудном питании и постоянных отказах в медицинской помощи.
В нескольких докладах правозащитных организаций приводились факты сексуального насилия в отношении задержанных и мирного населения:17.
В январе 2014 года был опубликован «Доклад о сирийских заключённых». в котором утверждается, что с 2011 года было казнено около 11 000 заключенных по политическим мотивам. Доклад основан на свидетельствах бежавшего из Сирии сотрудника военной полиции, в обязанности которого входило фотографирование тел убитых заключенных для подтверждения того, что приказы об их убийстве исполнены. Причины смерти этих людей в выдаваемых их родственникам документах фальсифицировались.

## Обвинения в отношении антиправительственных группировок
Правозащитные организации Human Rights Watch и Amnesty International обвиняют действующие на территории Сирии антиправительственные вооружённые группировки в применении пыток, издевательств и внесудебных публичных казнях мирных жителей и захваченных в плен сирийских военнослужащих. Имеются многочисленные случаи мародёрства и осквернения религиозных объектов, нападений, похищений и убийств христианских священников. Боевики разграбляли и разрушали христианские храмы.
Наибольшее число обвинений касается действий «Исламского государства», признанного на международном уровне террористической организацией. 
В одном из докладов ООН ИГИЛ был, в частности, обвинён в геноциде езидов.
Террористической организацией также признана соперничающая с ИГИЛ группировка «Фронт ан-Нусра». 6 августа 2013 года ряд источников со ссылкой на иранские СМИ сообщили о массовом убийстве курдов, совершённом на севере Сирии боевиками группировки «Фронт ан-Нусра». Жертвами стали 450 человек, среди них 120 детей. Захватывая населённые пункты, террористы выявляли всех представителей религиозных меньшинств (друзов, алавитов, армян, ассирийцев и др.) и госслужащих, после чего беспощадно убивали их целыми семьями.
Верховный комиссар ООН по правам человека Нави Пиллэй обвиняет повстанцев в организации многочисленных террористических актов с применением взрывных устройств (включая использование террористов-смертников), а также в использовании беженцев в качестве «живого щита».
Боевики незаконных вооружённых формирований в качестве устрашения мирного населения на территории, контролируемой правительством, широко применяли миномётные обстрелы жилых кварталов и объектов жизнеобеспечения
Отмечены многочисленные случаи нападения боевиков на сотрудников благотворительных, гуманитарных и иных международных организаций, обстрелов, похищений и убийств.
Незаконные вооружённые формирования использовали блокаду населённых пунктов
В феврале 2016 года независимая комиссия ООН по расследованию преступлений на территории Сирии опубликовала доклад, в котором заявила, что преступления против человечества совершаются как правительственными силами, так и «Исламским государством».

## Обвинения в отношении Турции и подчиняющихся ей негосударственных группировок
В отчете Независимой международной комиссии по расследованию событий в Сирийской Арабской Республике, представленном Совету ООН по правам человека в соответствии с его резолюцией 43/28 для рассмотрения на 45-й сессии Совета по правам человека (начиная с 14 сентября 2020 г.), представлены доказательства многочисленных нарушений прав человека в отношении гражданского населения, и особенно курдского гражданского населения, со стороны Турции и «негосударственных образований», таких, как Сирийская национальная армия, действующих де-факто в качестве агентов Турции. В пункте 47 отчета говорится о грабежах и присвоении имущества, при этом отмечается, что «многочисленные сообщения, поступившие отовсюду из района Африна, указывают на то, что имущество курдских владельцев было разграблено и присвоено бойцами Сирийской национальной армии в результате скоординированных действий. Например, в сентябре 2019 года гражданские лица в Шейх-эль-Хадиде (район Африна) рассказали о том, как бойцы 14-й дивизии 142-й бригады (бригада Сулеймана Шаха) Сирийской национальной армии ходили от двери к двери, инструктируя курдские семьи, состоящие из менее, чем трех человек, чтобы те освобождали свои дома для размещения лиц, прибывающих в Африн из других мест».
В пункте 48 отчета указывается, что «в Африне в декабре 2019 года один из старших командиров другой бригады Сирийской национальной армии ходил от двери к двери в большом жилом доме, требуя подтверждения права собственности только у курдских жильцов. Одного из жильцов, который не смог предоставить такие документы, заставили явиться службу безопасности бригады, где его словесно оскорбили и сказали ему, что «если бы это зависело от меня, то я убил бы каждого курда в возрасте от 1 до 80 лет». Ему также угрожали задержанием. Опасаясь за безопасность своей семьи, этот мужчина вскоре после этого сбежал. Одной женщине, которая обратилась к турецким должностным лицам в районе Шейх-эль-Хадид с жалобой на присвоение ее дома, было сказано обсудить это с бригадой Сулеймана Шаха, которой Турция, по-видимому, делегировала полномочия по рассмотрению таких дел».
В пункте 51 отчета говорится, что «дом курдской семьи был присвоен бойцами 22-й дивизии (бригада Хамзы), а затем преобразован в институт по изучению Корана, которым управляет турецкая неправительственная организация, Фонд прав человека, свобод и гуманитарной помощи. 22 июня его официально торжественно открыл губернатор Шанлыу́рфы (Турция). Поступают также сообщения об использовании турецкими сухопутными войсками гражданских домов в военных целях в селении Давудия».
В Докладе приводятся многочисленные примеры пыток и жестокого, бесчеловечного и унижающего достоинство обращения с курдскими жителями со стороны агентов турецкого государства. В пункте 54 отчета говорится, что «во время содержания под стражей гражданских лиц — главным образом курдского происхождения — избивали, пытали, отказывали в еде и воде, а также допрашивали об их вере и этнической принадлежности. Один мальчик рассказал Комиссии о том, как его задержала военная полиция Сирийской национальной армии в городе Африне в середине 2019 года и как его в течение пяти месяцев содержали в штаб-квартире Сирийской национальной армии, после чего перевели в центральную тюрьму в Африне и освободили в марте 2020 года. Во время содержания под стражей присутствовали как бойцы Сирийской национальной армии, так и должностные лица, говорившие по-турецки, одетые в военную форму. На мальчика надели наручники и подвесили к потолку. Затем ему завязали глаза и неоднократно наносили удары пластиковыми трубками. Мальчик рассказал, как полицейские допрашивали его о его предполагаемых связях с органами самоуправления».
В отчете также представлены многочисленные свидетельства сексуального и гендерного насилия, совершаемого турецким государством. В пункте 59 указывается, что «с 2019 года курдские женщины во всех регионах Африна и Рас-эль-Айна сталкиваются с актами запугивания со стороны бойцов бригад Сирийской национальной армии, что порождает среди них всепроникающую атмосферу страха, которая фактически ограничивает их пребыванием в своих домах. Женщины и девочки также становятся объектами задержаний со стороны боевиков Сирийской национальной армии и подвергаются изнасилованиям и сексуальному насилию, что наносит серьезный физический и психологический вред».

## Инцидент внесудебной казни сирийского солдата бойцами ЧВК «Вагнер» в 2017 году
В ходе гражданской войны в Сирии неоднократно фиксировались случаи внесудебных казней и жестокого обращения с военнослужащими и гражданскими лицами. Одним из известных примеров таких нарушений стал инцидент 2017 года, связанный с казнью сирийского солдата, обвинённого в дезертирстве, которую совершили бойцы частной военной компании «Вагнер». Видеозапись, ставшая публичной, демонстрировала жестокое обращение с военнослужащим, последующее убийство, а также обезглавливание и сожжение тела. Этот случай вызвал широкий общественный резонанс и стал символом внесудебных расправ, применявшихся в конфликте.
Случай с казнью солдата «Вагнером» стал одним из примеров, иллюстрирующих сложности контроля над частными военными компаниями в зонах конфликта и вызвал дискуссии о необходимости усиления международного регулирования и ответственности таких структур.
Подобные инциденты широко освещались в СМИ и международных правозащитных организациях, которые указывали на нарушение норм международного гуманитарного права и прав человека.

## Обвинения в отношении многонациональной коалиции под руководством США
Многонациональную коалицию под руководством США обвиняют в гибели сотен мирных жителей Ирака и Сирии в результате нанесения неизбирательных авиаударов.
США признали применение в Сирии боеприпасов, в которых использован обеднённый уран, вызывающий онкологические заболевания и врождённые дефекты развития.